# Sarah Lee Guthrie
Sarah Lee Guthrie (17 de Fevereiro de 1979) é uma cantora e compositora americana. Guthrie nasceu em Massachusetts, é filha caçula do cantor renomado de folk music Arlo Guthrie e neta do lendário Woody Guthrie. Como terceira geração cantor/compositor da família, Guthrie lançou seu primeiro álbum auto-intitulado sobre a família pela Rising Son Records, em 2002. Quando criança, estava envolvida em teatro e dança. Sua primeira gravação como vocalista foi no álbum de 1981 de seu pai, Arlo Guthrie, Power of Love. Seu interesse pela música foi suscitado quando o seu pai trabalhou como gerente da estrada em 1997 no Further Festival tour. Ela pegou um violão e começou a tocar como se estivesse se juntando na diversão. "Eu sempre escrevi poemas, então não é muito difícil para mim tornar-los em músicas"

"Meu pai ficava absolutamente emocionado, é claro, e me ensinou muitas coisas todo dia quando estávamos juntos na estrada. Isso foi uma forma muito legal de conhecer melhor o meu pai, porque eu não o conhecia dessa maneira. E uma outra coisa que fez com que isso se tornasse fácil era que meu pai era solidário."

Sua estréia ao vivo foi junto com sua família e amigos no Carnegie Hall. Em 1997, ela conheceu seu futuro marido Johnny Irion. Guthrie e Irion se casaram em 16 de outubro de 1999 e começaram a se apresentar juntos como Sarah Lee Guthrie & Johnny Irion no outono de 2000.